# ゴルトクローナハ
ゴルトクローナハ (ドイツ語: Goldkronach, ドイツ語発音: [gɔltˈkroːnax]) は、ドイツ連邦共和国バイエルン州オーバーフランケン行政管区のバイロイト郡に属する市。郡庁所在地であるバイロイトから約14km北東に位置する、州内で知られた保養地である。

## 市の構成
本市は、公式には29の地区 (Ort) からなる。このうち小集落や孤立農場などを除く集落を以下に列記する。
| - ベールフレック - ブラントホルツ - ドレッセンドルフ - ゲロイム - ゴルトクローナハ - コッタースロイト | - ライザウ - ネンマースドルフ - ロイト - シュレーゲルベルク - ジッケンロイト - ツォッパーテン |

## 紋章
左上; 対角線上に二分割され右上が黒、左下が銀。右上および左下; 対角線上に二分割され、左上が赤、右下が銀で、赤の部分に金色の王冠。右下; 対角線上に二分割され、右上が銀、左下が黒。

## 歴史
オーラミュンデ伯の所領であったゴルトデックの町と城は、1338年から1341年の間にホーエンツォレルン家のニュルンベルク城伯、後のブランデンブルク＝バイロイト辺境伯の元に移された。城伯フリードリヒ5世は、1365年にこの町に都市権を授けている。1792年からはプロイセン王国のバイロイト侯領であったが、ティルジットの和約により1807年にフランスの管理するところとなり、1810年にはバイエルン王国領となった。バイエルン王国の行政改革の時代、1818年の自治体令により現在の自治体となった。

### 人口推移
この市の領域内人口は、1970年 2,935人、1987年 2,903人、2000年 3,598人であった。

## 行政
市長は、2014年からホルガー・ベール (FWG) が務めている。

## 引用
1. ↑  https://www.statistikdaten.bayern.de/genesis/online?operation=result&code=12411-003r&leerzeilen=false&language=de Genesis-Online-Datenbank des Bayerischen Landesamtes für Statistik Tabelle 12411-003r Fortschreibung des Bevölkerungsstandes: Gemeinden, Stichtag (Einwohnerzahlen auf Grundlage des Zensus 2011)
2. ↑  Max Mangold, ed (2005). Duden, Aussprachewörterbuch (6 ed.). Dudenverl. p. 369. ISBN 978-3-411-04066-7
3. ↑  Bayerische Landesbibliothek Online